# Olga Pierri
Olga Pierri (3 tháng 6 năm 1914 – 28 tháng 9 năm 2016) là một giáo viên và nghệ sĩ guitar người Uruguay. Cô đã nhận được tiếp xúc và trưởng thành trong âm nhạc nhờ cha mình, José Pierri Sapere, và vào năm 1937, đồng sáng lập Trung tâm Guitar của Uruguay, chơi trong buổi hòa nhạc khai mạc với Abel và Agustín Carlevaro, và với Atilio Rapat, người mà cô cùng trình diễn như một nhóm nhạc đôi.

## Tiểu sử
Ngay từ khi còn nhỏ, Olga Pierri đã có hứng thú với âm nhạc, vì cha của cô, José Pierri Sapere, là một tay guitar nổi tiếng. Ông Pierri đã cho Olga những bài học đầu tiên của cô không chỉ bằng phương pháp của riêng ông, mà cả của Pascual Roch. Cô cũng chịu ảnh hưởng bởi các nhạc sĩ khác như Atilio Rapat, Julio Martínez Oyanguren và Agustín Carlevaro, người mà Pierri kết bạn thân.
Vào năm 1948, Pierri đã thành lập một nhóm nữ gồm bốn đến năm thành viên có thể trong suốt quá trình hoạt động của mình trong số các thành viên của mình, chính Tetri Richi, Margot Prieto và Margarita Quadros. Âm nhạc của nhóm, được viết bởi Pierri, lấy cảm hứng từ văn hóa của người Uruguay và Mỹ Latinh đã trở nên phổ biến thông qua Uruguay.
Vào ngày 3 tháng 6 năm 2016, Pierri đã tổ chức sinh nhật lần thứ 102 của mình bằng cách biểu diễn trên đài phát thanh công cộng độc tấu và với một nhóm các học sinh giỏi nhất của cô, được gọi là "Conjunto Femenina de Guitarras".